# GOOD 뮤직
굿 뮤직(G.O.O.D. Music)은 2004년 카니예 웨스트(Kanye West)에 의해 설립된 미국의 레코드 레이블이다. 굿 뮤직은 아일랜드 데프 잼(The Island Def Jam Music Group) 산하 레이블이다. 굿 뮤직의 미국 내 배급사는 데프 잼 레코딩즈(Def Jam Recordings)며 미국 외 배급사는 머큐리 레코즈(Mercury Records)다. G.O.O.D. Music의 “G.O.O.D.”은 “Getting Out Our Dreams.”을 의미한다.

## 활동

### 2004-07
굿 뮤직이 처음으로 음반 제작을 맡은 가수는 커먼(Common)과 존 레전드(John Legend)다. 이 둘은 그래미 어워드(Grammy Award)의 일곱 부문에 노미네이티드되었다. 이 중 네 부문을 수상했다. 2005년 굿 뮤직은 콜럼비아 레코즈(Columbia Records)과 계약하였다. 2007년 굿 뮤직은 빅 션(Big Sean)과 키드 커디(Kid Cudi)와 계약했다.

### 2008-11
2008년 굿 뮤직은 미스터 허드슨(Mr. Hudson)과 계약했다. 2010년 굿 뮤직은 푸샤 티(Pusha T), 모스 데프(Mos Def, 현재 야신 베이(Yasiin Bey), 다니엘 야즈디(Daniel Yazdi) 그리고 사하 더 프린스(Cyhi the Prynce)와 계약했다. 토니 윌리엄스(Tony Williams)가 레이블을 떠났다.
2011년 나이지리아 출신 가수 D'banj와 그의 동료 프로듀서 돈 재지(Don Jazzy)와 계약했으며 배급사 아일랜드 데프 잼 뮤직 그룹과 계약했다. 2011년 Teyana Talyor, 푸샤 티, 큐 팁(Q-Tip) 등의 콜라보 활동이 활발했다. 또 빅 션의 [Finally Famous]가 처음으로 아일랜드 데프 잼 뮤직 그룹 배급으로 발매되었다.

### 2012-현재
2012년 중반 스타 트랙(Star Trak), 인터스코프 레코즈(Interscope Records) 소속 가수 Teyana Taylor가 굿 뮤직과 계약했다. 굿 뮤직은 그들의 레이블 컴필레이션 음반 [Cruel Summer]를 발매했다. [Cruel Summer]는 동일한 제목의 단편 영화 <Cruel Summer>와 동시 공개되었다. 영화 <Cruel Summer>는 카타르에서 개최된 Cannes Film Festival에서 첫선을 보였다.
[Cruel Summer]의 첫 번째 싱글 ‘Mercy’가 2012년 4월 발매되었다. 7월 두 번째 싱글 ‘New God Flow’가 발매되었으며 같은 달 23일 굿 뮤직은 그들의 컴필레이션 음반인 [Cruel Summer]가 9월 4일 발매될 것이라고 발표했으나 [Cruel Summer]는 2012년 9월 18일로 미뤄졌다. [Cruel Summer]의 음반 표지가 공개되었다. 같은 해 9월 6일 싱글 ‘Clique’가 공개되었다.

## 소속 가수 및 프로듀서

### Current Artist
- John Legend
- Malik Yusef
- Big Sean
- BaskaB
- Mr. Hudson
- CyHi the Prynce
- Mos Def
- Pusha T
- Don Jazzy
- D'banj
- Q-Tip
- Teyana Taylor
- Ryan McDermott
- 2 Chainz
- Desiigner
- Tyga
- Migos
- AE-ight6

### Current Producer
- Evian Christ
- Hudson Mohawke
- Jeff Bhasker
- Kanye West
- Lifted
- No I.D.
- Q-Tip
- Symbolyc One
- Travi$ Scott